# 君を二度とはなさない
「君を二度とはなさない」（きみをにどとはなさない）は、1992年9月9日に発売された角松敏生通算22作目のシングル。

## 解説
「君を二度とはなさない」は、アルバム『あるがままに』からのリカット・シングル。シングル・ヴァージョンには間奏部にドラム・ソロが追加された。カップリングはタイトル曲のインストゥルメンタル・ヴァージョンで、このシングルのみの収録。

## 収録曲
1. 君を二度とはなさない  –  (5:30)
  - テレビ朝日「OH!エルくらぶ」エンディングテーマ
  - 長崎オランダ村ハウステンボスCFイメージソング
2. 君を二度とはなさない (INSTRUMENTAL VERSION)

## クレジット
| All songs written & arranged by TOSHIKI KADOMATSU                            |
|                                                                              |
| VOCAL, GUITAR, KEYBOARDS, COMPUTER PROGRAMMING, BACKGROUND VOCALS : 角松敏生 |
| DRUMS : 村上 “PONTA” 秀一                                                    |
| PERCUSSION : 斉藤ノブ                                                        |
| BASS : 青木智仁                                                              |
| KEYBOARDS, FENDER RHODES : 小林信吾                                          |
| SAXOPHONE & SOLO : 本田雅人                                                  |
| SAXOPHONE : 春名正治                                                         |
| TRUMPET : 小林正弘                                                           |
| TRUMPET : 菅坂雅彦                                                           |
| COMPUTER MANIPULATOR : 久保幹一郎                                            |